# Timote
Timote, ime za preko stotinu plemena i tribeleta porodice Timotean nastanjenih u hispanskom periodu na području Venezuele. Veoma su slabo poznati (Métraux & Kirchhoff, 1948), ali se zna da nisu prakticirali ni žrtvovanja ljudi ni kanibalizam. Njihovi današnji potomci su Indijanci Mutú ili Mutús. Jezično se povezuju s Cuica Indijancima u širu porodicu Cuica-Timote. Među plemenima spominju se Timote (Timotos), Mucuchí (Mocochi), Cuica, Muku-Chama, Mutú (današnji potomci), Loco, Migures, Mucuñuques, etc.